# Szczytna (gmina)
Szczytna (do 1951 gmina Duszniki Zdrój) – gmina miejsko-wiejska w Polsce położona w województwie dolnośląskim, w powiecie kłodzkim. W latach 1975–1998 gmina administracyjnie należała do województwa wałbrzyskiego. Leży w Obniżeniu Dusznickim między Górami Stołowymi i Bystrzyckimi, wzdłuż Bystrzycy Dusznickiej. Wysokość: około 450–500 m n.p.m.
Siedziba gminy to Szczytna.
Według danych z 30 czerwca 2004 gminę zamieszkiwało 7401 osób. Natomiast według danych z 30 czerwca 2020 roku gminę zamieszkiwało 7256 osób.

## Struktura powierzchni
Według danych z roku 2002 gmina Szczytna ma obszar 133,16 km², w tym:
- użytki rolne: 31%
- użytki leśne: 62%

Gmina stanowi 8,1% powierzchni powiatu.

## Ochrona przyrody
Na obszarze gminy znajduje się rezerwat przyrody Torfowisko pod Zieleńcem chroniący torfowisko wysokie z charakterystyczną dla tego rodzaju zespołu roślinnością oraz stanowiskiem reliktowym brzozy niskiej.

## Polityka

### Władze gminy
Szczytna wraz z okolicznymi wioskami tworzą osobną gminę, posiadającą status gminy miejsko-wiejskiej. Mieszkańcy gminy wybierają do swojej rady miejskiej 15 radnych w wyborach co 4 lata, w siedmiu okręgach wyborczych. Organem wykonawczym władz jest burmistrz. Siedzibą władz gminy jest zabytkowa willa, znajdująca się przy ulicy Wolności 42.
Burmistrzowie Szczytnej (od 1990):
- 1990–1991: Józef Drabik
- 1991–1994: Marek Szpak
- 1994–2006: Edward Kondratiuk
- 2006–2018: Marek Szpanier
- 2018–2021: Jerzy Król (ustąpił ze stanowiska przed końcem kadencji)
- 2021 Wojciech Zimoch (pełniący obowiązki burmistrza)
- 2021–2024 Marek Szpanier
- od 2024 Krzysztof Żak[10]

Mieszkańcy gminy Szczytna wybierają parlamentarzystów do Sejmu z okręgu wyborczego Wałbrzych, a do Senatu z okręgu wyborczego dzierżoniowsko-kłodzko-ząbkowickiego, zaś posłów do Parlamentu Europejskiego z dolnośląsko-opolskiego okręgu wyborczego z siedzibą we Wrocławiu.
Na czele każdego z sołectw stoi sołtys jako jednoosobowy organ władzy wykonawczej, który ma do pomocy radę sołecką jako organ władzy ustawodawczej, która wybierana jest przez wszystkich mieszkańców danej wsi.

### Miejscowości na terenie gminy
W skład gminy wchodzą miasto Szczytna oraz sołectwa:
- Chocieszów (obejmuje wsie Chocieszów i Studzienno)
- Dolina
- Łężyce
- Niwa
- Słoszów
- Wolany
- Złotno

## Demografia

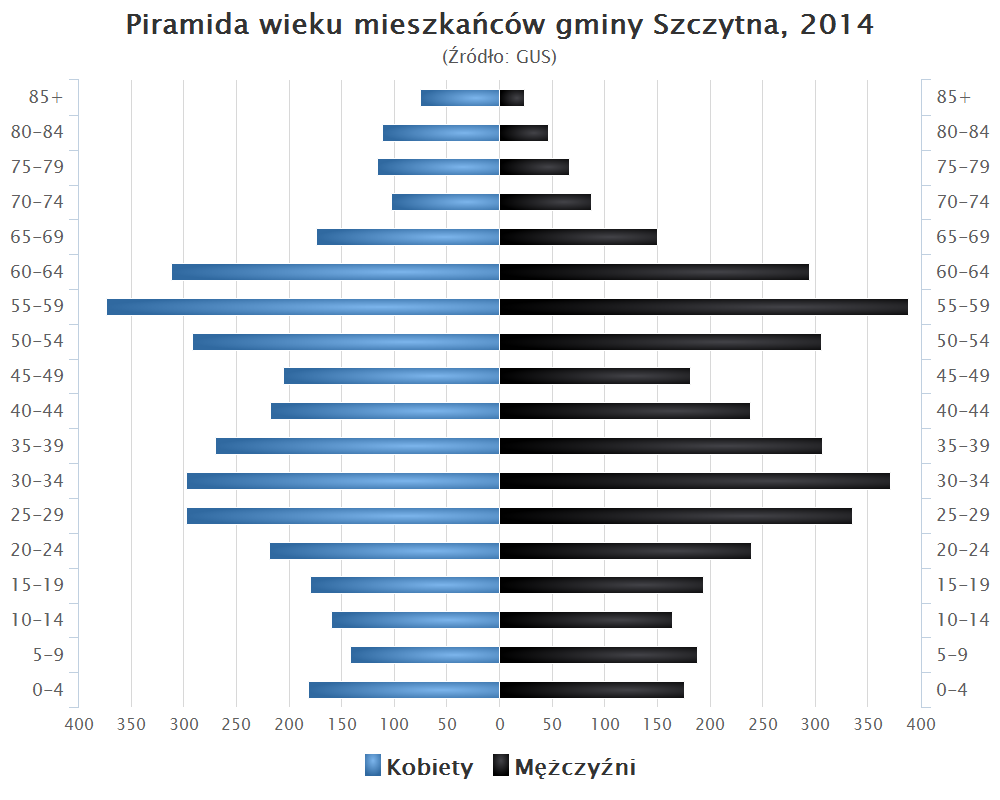
Piramida wieku mieszkańców gminy Szczytna w 2014 roku

Dane z 31 grudnia 2017 roku:
| Opis                              | Ogółem | Ogółem | Kobiety | Kobiety | Mężczyźni | Mężczyźni |
| --------------------------------- | ------ | ------ | ------- | ------- | --------- | --------- |
| Jednostka                         | osób   | %      | osób    | %       | osób      | %         |
| Populacja                         | 7 370  | 100    | 3693    | 50,1    | 3677      | 49,9      |
| Gęstość zaludnienia [mieszk./km²] | 56     | 56     | 29      | 29      | 27        | 27        |

## Sąsiednie gminy
Bystrzyca Kłodzka, Duszniki-Zdrój, Kłodzko, Kudowa-Zdrój, Lewin Kłodzki, Polanica-Zdrój, Radków.

Południowa granica gminy sięga do granicy państwowej i na ok. 3 km (część odcinka między Zieleńcem a Lasówką) gmina sąsiaduje także z Czechami (aglomeracja wiejska Orlické Záhoří w powiecie Rychnov nad Kněžnou).